# Мішане число
Мішаним числом або Мішаним дробом в математиці називають число, складене із натурального числа, яке зветься цілою частиною і звичайного дробу, який називають дробовою частиною.
Наприклад:
{\displaystyle 1{\frac {1}{3}}} читаємо як: «одна ціла одна третя».
- Мішане число є сумою цілої і дробової частини.

- Кожне мішане число можна записати як неправильний дріб, у якого чисельник не ділиться націло на знаменник.

## Як перетворити неправильний дріб у мішане число
Щоб у мішане число перетворити неправильний дріб, у якого чисельник не ділиться без остачі на знаменник, достатньо поділити чисельник на знаменник. Неповна частка буде цілою частиною, а остача буде чисельником дробової частини із таким самим знаменником, як у неправильного дроба.
Наприклад:
{\displaystyle {\frac {16}{3}}={\frac {5\cdot 3+1}{3}}=5+{\frac {1}{3}}=5{\frac {1}{3}}}

## Як перетворити мішане число у неправильний дріб
Щоб перетворити у неправильний дріб мішане число, достатньо помножити цілу частину на знаменник дробової частини і до отриманого добутку додати чисельник, знаходяти таким чином чисельник неправильного дробу із тим самим знаменником, що й у дробової частини мішаного числа.
Наприклад:
{\displaystyle 3{\frac {2}{7}}={\frac {3\cdot 7+2}{7}}={\frac {23}{7}}}

## Порівняння
Мішані числа можна порівняти. Для цього їх можна перетворити у мішані дроби і звести до спільного знаменника, але існують більш прості правила:
- правильний дріб завжди менший за мішане число;
- із двох мішаних чисел більше те, у якого ціла частина більша;
- якщо цілі частини однакові, то більше те, у якого більша дробова частина.

- {\displaystyle {\frac {2}{5}}} і {\displaystyle 5{\frac {3}{4}}}

{\displaystyle 5{\frac {3}{4}}={\frac {23}{4}}}
{\displaystyle {\frac {2}{5}}<5{\frac {3}{4}}}
- {\displaystyle 5{\frac {1}{6}}} і {\displaystyle 6{\frac {2}{7}}}

{\displaystyle 5{\frac {1}{6}}={\frac {31}{6}}}
{\displaystyle 6{\frac {2}{7}}={\frac {44}{7}}}
{\displaystyle {\frac {31}{6}}={\frac {217}{42}}}
{\displaystyle {\frac {44}{7}}={\frac {264}{42}}}
{\displaystyle {\frac {217}{42}}<{\frac {264}{42}}}
- {\displaystyle 8{\frac {1}{3}}} і {\displaystyle 8{\frac {2}{3}}}

{\displaystyle 8{\frac {1}{3}}={\frac {25}{3}}}
{\displaystyle 8{\frac {2}{3}}={\frac {26}{3}}}
{\displaystyle {\frac {25}{3}}<{\frac {26}{3}}}

## Додавання

### Додавання мішаних чисел
Щоб додати мішані числа, додають окремо цілі і дробові частини.
Наприклад:
{\displaystyle 3{\frac {1}{8}}+6{\frac {3}{8}}=9{\frac {4}{8}}=9{\frac {1}{2}}}
Якщо дробова частина суми є неправильним дробом, то її перетворюють в мішаний дріб і додають до цілої частини.
Наприклад:
{\displaystyle 7{\frac {5}{7}}+8{\frac {4}{7}}=15{\frac {9}{7}}=15+1{\frac {2}{7}}=16{\frac {2}{7}}}

### Додавання мішаного числа і звичайного дробу
Щоб додати мішане число і звичайний дріб, цілу частину залишають без змін, а до дробової додають дріб.

## Віднімання мішаних чисел
Щоб відняти два мішаних числа, від частин зменшуваного віднімають відповідні частини від'ємника.
Наприклад:
{\displaystyle 10{\frac {7}{10}}-7{\frac {3}{5}}=10{\frac {7}{10}}-7{\frac {6}{10}}=3{\frac {1}{10}}}

## Множення

### Множення мішаного числа на натуральне
Щоб помножити мішане число на натуральне, множать на останнє окремо цілу і дробову частини.

Наприклад:
{\displaystyle 3{\frac {2}{5}}\times 4=12{\frac {8}{5}}=12+1{\frac {3}{5}}=13{\frac {3}{5}}}